# Qué hiciste
Qué hiciste (in italiano "Che cosa hai fatto?") è il primo singolo di Jennifer Lopez ad essere estratto dall'album Como ama una mujer, ed è cantata completamente in spagnolo. Il singolo ha ottenuto un enorme successo in Svizzera, Spagna e Italia, dove ha raggiunto la posizione numero 19 fra i singoli più venduti del 2007. La canzone fa parte della colonna sonora del film Bordertown, uscito nello stesso periodo e che vede la Lopez come attrice protagonista.

## Il video
Il video di "Qué hiciste" è stato girato a Dumont Dunes in California dal regista Michael Haussman. Il video comincia con la cantante alla guida di una vecchia automobile su una autostrada polverosa e malconcia, in mezzo al deserto. Dopo un po' di strada l'auto si ferma ad una stazione di servizio e la cantante entra nel bagno a cambiarsi d'abito. Nel momento del ritornello si vede la Lopez danzare nel deserto, con delle fiamme alle sue spalle. Ritornati alle scene principali, la Lopez, con abiti diversi, si tinge i capelli di nero nel lavandino del bagno. Dopo si rimette alla guida, esce volontariamente dalla strada principale, e ferma l'automobile. Estrae dal portabagagli una tanica di benzina e da fuoco all'auto. Per il ritornello la sequenza continua con la Lopez che danza intorno all'incendio e alla fine si allontana nel deserto.

## Tracce
Download digitale
1. "Qué Hiciste" (Album Version) – 4:57
2. "Qué Hiciste" (Radio Edit) – 4:31

Remix ufficiali
1. "Qué Hiciste" (Remix)  – 4:33
2. "Qué Hiciste" (Salsa Remix)  – 4:49
3. "Qué Hiciste" (Tony Moran & Warren Rigg's Club Mix)  – 10:19
4. "Qué Hiciste" (Tony Moran & Warren Rigg's Dub)  – 10:22
5. "Qué Hiciste" (Tony Moran & Warren Rigg's Radio Edit)  – 4:38
6. "Qué Hiciste" (Cass & Dubs Remix)  – 4:09
7. "Qué Hiciste" (Offer Nissim Remix)  – 7:57

## Classifica
| Classifiche (2007) | Posizione massima |
| ------------------ | ----------------- |
| Austria            | 19                |
| Belgio (Fiandre)   | 13                |
| Belgio (Vallonia)  | 11                |
| Germania           | 10                |
| Italia             | 1                 |
| Polonia            | 11                |
| Svizzera           | 1                 |
| Stati Uniti        | 86                |

### Classifiche di fine anno
| Classifica (2007) | Posizione |
| ----------------- | --------- |
| Italia            | 8         |